# Ľubomír Moravčík
Ľubomír Moravčík (* 22. Juni 1965 in Nitra) ist ein ehemaliger slowakischer Fußballspieler und derzeitiger Trainer.

## Sportliche Laufbahn

### Vereinskarriere
Ľubomír Moravčík begann bei Plastika Nitra, nach der Weltmeisterschaft 1990 wechselte er zur AS Saint-Étienne. Nach sechs Jahren ging er zum SC Bastia. 1998 verpflichtete ihn, nach einem kurzen Zwischenspiel beim MSV Duisburg, der schottische Spitzenclub Celtic Glasgow. Seine Karriere beendete er, von Verletzungssorgen geplagt, mit 37 Jahren 2002 bei JEF United Ichihara.
Moravčík gilt als einer der populärsten Fußballspieler der Slowakei. Auch bei Celtic Glasgow zählte er zu den Idolen der Fans. 1992 wurde er zum tschechoslowakischen Fußballer des Jahres gewählt. 2001 wurde er mit dieser Ehrung in der Slowakei ausgezeichnet. Zinédine Zidane bezeichnete ihn einmal als sein Vorbild. Moravčíks Stärken waren vor allem seine Beidfüßigkeit und sein Dribbling.

### Auswahleinsätze
Moravčík absolvierte 79 A-Länderspiele. 42 Partien bestritt er vor der Teilung des Landes für die Tschechoslowakei. Später folgten 37 Einsätze für die Slowakei.

## Trainerlaufbahn
2005 wurde er Trainer der U16- und U17-Nationalmannschaft der Slowakei. Er war auch Präsident des MFK Ružomberok und dort für zwei Spiele auch Trainer.

## Erfolge
- mit Celtic Glasgow
  - Schottischer Meister (2): 2001, 2002
  - Schottischer Pokalsieger (1): 2001
  - Schottischer Ligapokalsieger (2): 2000, 2001